# Breg pri Borovnici
Breg pri Borovnici é uma vila localizada no município de Borovnica na Eslovênia. Possuía uma população estimada de 375 habitantes em 2020.